# Sapium pachystachys
Sapium pachystachys är en törelväxtart som beskrevs av Karl Moritz Schumann och Henri François Pittier. Sapium pachystachys ingår i släktet Sapium och familjen törelväxter. Inga underarter finns listade i Catalogue of Life.